# Gara Ghiumri
Gara Ghiumri (în armeană Գյումրու Երկաթուղային Կայարան, transliterat: Gyumru Yerkat’ughayin Kayaran) este cea mai veche gară din Armenia și gara principală a orașului Ghiumri.

## Istoric
Calea ferată din Ghiumri este cea mai veche și cea mai mare din Armenia, fiind înființată în 1897. Prima legătură feroviară cu Gyumri, care a legat orașul (pe atunci numit oficial Alexandropol), a fost finalizată în 1899. Linia de cale ferată a fost apoi extinsă de la Alexandropol la Erevan (în 1902), Kars (în 1902), Julfa (în 1906) și la Tabriz. Ca urmare, Alexandropol a devenit un important nod feroviar. 
Clădirea actuală a stației, construită în 1979, a fost proiectată de arhitectul local Rafik Yeghoian și, prin unele dintre caracteristicile sale, în special în compoziția spațială a holului de intrare, amintește de arhitectura medievală armeană, o tendință uneori caracteristică arhitecturii moderniste armenești sovietice.
Începând cu 2018, gara din Ghiumri operează curse regulate către Erevan, Tbilisi și Batumi. Calea ferată din Caucazul de Sud, este actualul operator al sectorului feroviar din Armenia.